# 榆林地区
榆林专区，陕西省已撤消的专区。
1950年由榆林分区改置。在今陕西省北部。辖榆林、府谷、神木、横山、定边、靖边等县。专员公署驻榆林县（今榆林市）。1956年葭县、米脂、绥德、吴堡、清涧、子洲六县划入。1958年撤销横山、葭县、府谷、子洲、吴堡、清涧六县。1961年恢复横山、葭县、府谷、子洲、吴堡、清涧六县。1964年葭县改名佳县。1969年改置榆林地区。 